# Governatori generali di Barbados
I Governatori generali di Barbados dal 1966 (raggiungimento dell'indipendenza dal Regno Unito) al 2021 (trasformazione in repubblica parlamentare del Commonwealth delle Nazioni) sono stati i seguenti.

## Lista
| # | Governatore generale  | Dal              | Al               | Note           |
| - | --------------------- | ---------------- | ---------------- | -------------- |
| 1 | John Montague Stow    | 30 novembre 1966 | 18 maggio 1967   |                |
| 2 | Arleigh Winston Scott | 18 maggio 1967   | 9 agosto 1976    |                |
| - | William Douglas       | 9 agosto 1976    | 17 novembre 1976 | ad interim     |
| 3 | Deighton Lisle Ward   | 17 novembre 1976 | 9 gennaio 1984   |                |
| - | William Douglas       | 10 gennaio 1984  | 24 febbraio 1984 | ad interim     |
| 4 | Hugh Springer         | 24 febbraio 1984 | 6 giugno 1990    |                |
| 5 | Nita Barrow           | 6 giugno 1990    | 19 dicembre 1995 |                |
| - | Denys Williams        | 19 dicembre 1995 | 1 giugno 1996    | ad interim     |
| 6 | Clifford Husbands     | 1 giugno 1996    | 31 ottobre 2011  |                |
| - | Elliott Belgrave      | 1 novembre 2011  | 30 maggio 2012   | ad interim     |
| - | Sandra Mason          | 30 maggio 2012   | 1 giugno 2012    | ad interim     |
| 7 | Elliott Belgrave      | 1 giugno 2012    | 1 luglio 2017    |                |
| - | Philip Greaves        | 1 luglio 2017    | 8 gennaio 2018   | ad interim     |
| 8 | Sandra Mason          | 8 gennaio 2018   | 30 novembre 2021 | carica abolita |